# 巴哈馬躄魚
巴哈馬躄魚是輻鰭魚綱鮟鱇目躄魚亞目躄魚科的其中一種，為熱帶海水魚，分布於西大西洋區，包括佛羅里達半島、巴哈馬群島、貝里斯、安地卡及巴布達、百慕達群島、波多黎各海域，棲息深度6-73公尺，體長可達6.3公分，棲息在沿海礁石區，罕見，生活習性不明。

## 扩展阅读
維基物種上的相關：巴哈馬躄魚